# TYPO3 Association
Die TYPO3 Association ist ein Verein (im Sinne von Artikel 60 ff. des Schweizerischen Zivilgesetzbuches), der im November 2004 von Mitgliedern der TYPO3-Community, darunter auch Kasper Skårhøj, gegründet wurde. Die Organisation hat ihren Sitz in Baar ZG (Schweiz).
Gemäß ihrer Satzung fördert die Organisation das Projekt der freien Software TYPO3 unter der GNU General Public License. Die TYPO3 Association ist gemeinnützig, indem sie Software-Entwicklungen durch Dritte der Öffentlichkeit kostenfrei zur Verfügung stellt. Um die Weiterentwicklung bzw. die Beauftragung von befähigten Entwicklern zu finanzieren, erhebt der Verein Mitgliedsbeiträge und sammelt Spenden für Entwicklungsprojekte.
Die Organisation ist parteipolitisch und konfessionell neutral.
Die Vereinigung besteht aus Mitgliedern und Sponsoren.